# NGC 2875
NGC 2875 é uma nuvem estelar que faz parte da galáxia NGC 2874, na direção da constelação de Leo. O objeto foi descoberto pelo astrônomo Lawrence Parsons em 1874, usando um telescópio refletor com abertura de 72 polegadas. 